# تنصير بولندا

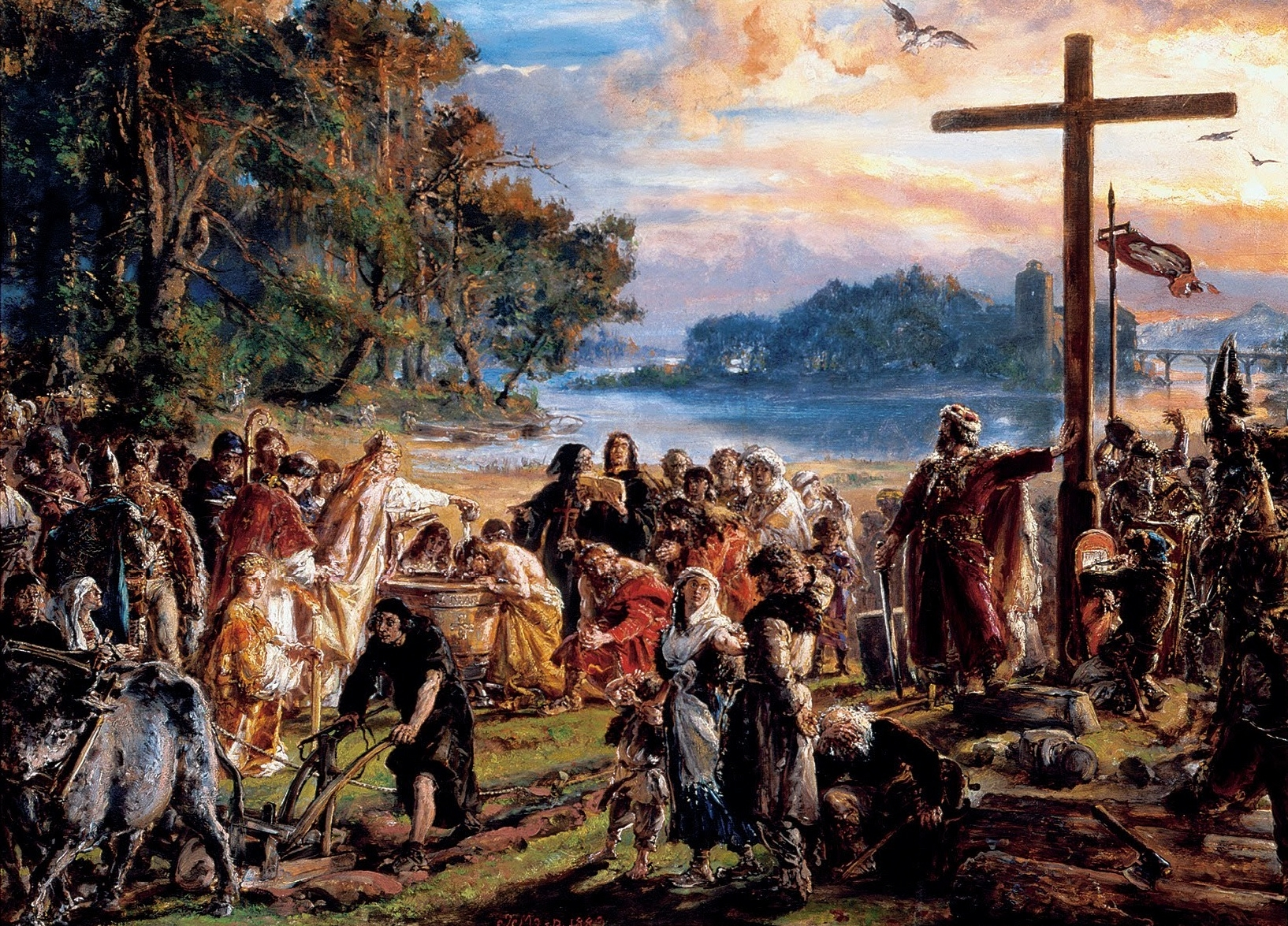
لوحة تنصير بولندا 966 م، ليان ماتيكو.

يُشير تنصير بولندا (بالإنجليزية: Christianization of Poland، بالبولندية: chrystianizacja Polski) إلى إدخال المسيحية ونشرها في بولندا. كانت المعمودية في بولندا باعثَ العملية، ويقصد بها تعميد ميشكو الأول شخصيًا، وهو أول حاكم لدولة بولندا المستقبلية، إلى جانب الكثير من بلاطه. وقعت المراسم يوم سبت النور الموافق لـ 14 أبريل 966، رغم أن المكان الدقيق الذي جرت فيه ما يزال موضع خلاف بين المؤرخين، فإن مدينتي بوزنان وغنيزنو هما الموقعين الأكثر احتمالًا. غالبًا ما ينسب الفضل إلى زوجة ميشكو، دوبراوا البوهيمية، في كونها عامل تأثير رئيسي على قرار ميشكو في قبول المسيحية.
مع أن عملية نشر المسيحية في بولندا احتاجت قرونًا لإتمامها، لكنها كانت عملية ناجحة في النهاية، إذ أن بولندا استطاعت خلال عدة عقود الانضمام إلى رُتبة الدول الأوروبية المُثبتة المُعترف بها من قبل البابوية والإمبراطورية الرومانية المقدسة. طبقًا للمؤرخين، تعتبر المعمودية في بولندا بدايةً لعهد الدولة البولندية. بيد أن عملية التنصير كانت طويلة وشاقة، إذ أن معظم سكان بولندا بقيوا على الوثنية حتى حدوث رد الفعل الوثني خلال ثلاثينيات القرن الحادي عشر.

## معلومات أساسية

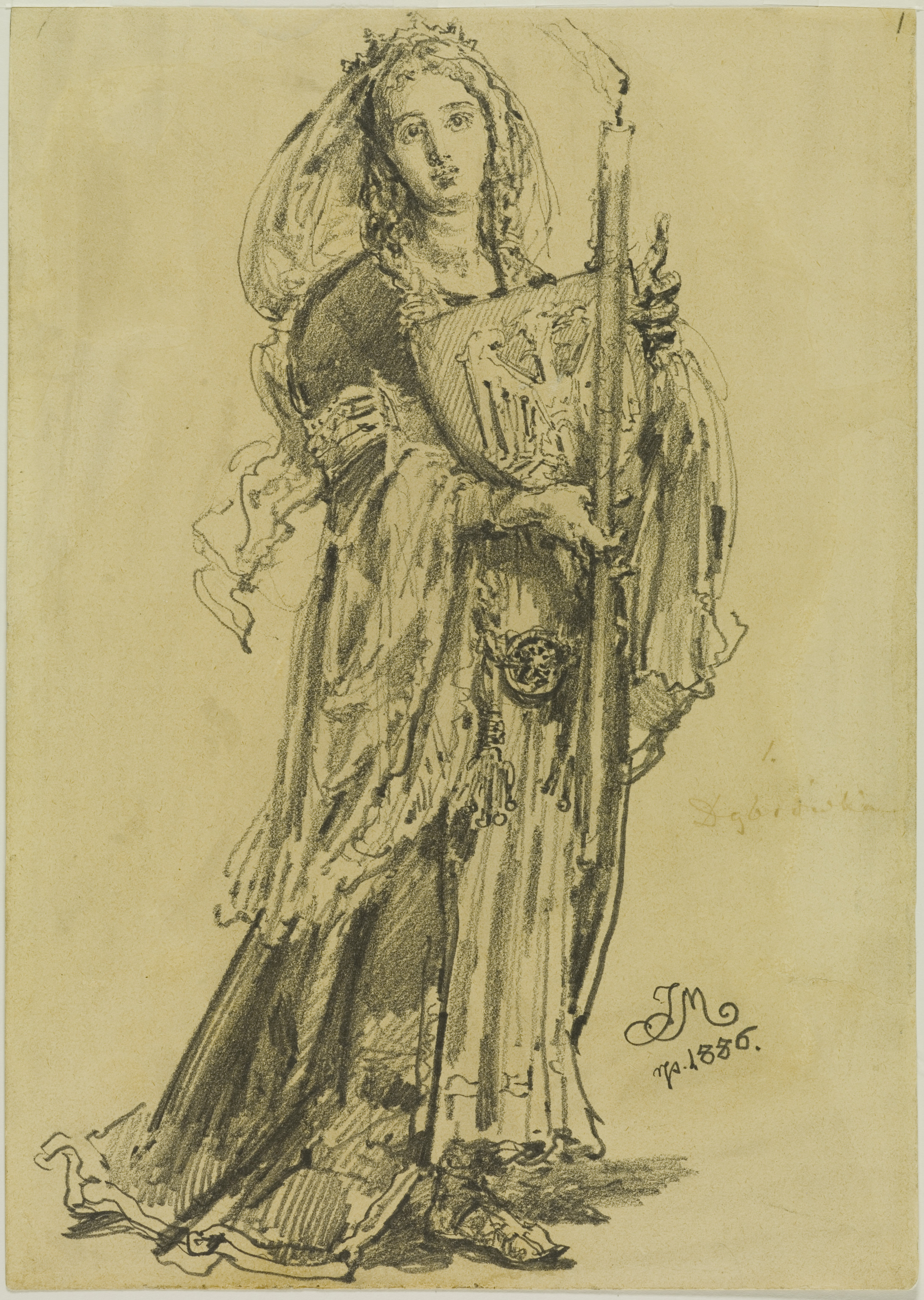
لعبت دوبرافكا، زوجة ميشكو دورًا كبيرًا في تحول بولندا إلى المسيحية.

قبل تبني المسيحية في بولندا المعاصرة، كانت تحتوي على عدد من القبائل الوثنية المختلفة. كان سفيتوفيد أحد أكثر الآلهة الوثنيين انتشارًا في بولندا. وصلت المسيحية نحو نهاية القرن التاسع، على الأرجح قرابةَ الوقت الذي تعرفت فيه عشيرة فيستولان الشعائر على المسيحية أثناء تعاملاتها مع جيرانها في دولة مورافيا العظمى (البوهيمية).
لعب تأثير الحضارة المورافية دورًا هامًا في انتشار المسيحية إلى الأراضي البولندية واعتناق هذه الديانة هناك لاحقًا. بحسب رأي ديفيس، مثّل تنصير بولندا عن طريق التحالف التشيكي - البولندي خيارًا واعيًا من جهة الحكام البولنديين في التحالف مع دولة التشيك بدلًا عن ألمانيا. وبأسلوب مشابه، تضمنت بعض النزاعات السياسية اللاحقة رفض الكنيسة البولندية تتبيعها لهيئة الكهنوت الألمانية بدلًا عن تبعيتها المباشرة للفاتيكان.

### المعمودية
تشير «المعمودية في بولندا» إلى مراسم تحول أول حاكم لدولة بولندا، ميشكو الأول مع الكثير من بلاطه إلى الديانة المسيحية. وقد لعبت زوجة ميشكو دوبراوا البوهيمية، التي كانت مسيحية غيورة، دورًا هامًا في ترقية المسيحية في بولندا، وقد يكون لها تأثير هام في تحول ميشكو نفسه.
ما زال المكان الدقيق لمعمودية ميشكو موضع خلاف؛ لكن يتجادل المؤرخين بكل حالٍ على أن غنينزو وبوزنان هما الموقعان الأكثر احتمالًا. اقترح بعض المؤرخين مواقع بديلة أقل رجحانًا، مثل أوستراف ليدنيكي، أو حتى مدينة ريغنسبورغ الألمانية. وكان تاريخ معموديته موافقًا لسبت النور الواقع في 14 أبريل 966.
أُتبعت المراسم بأسبوع من التعاليم المسيحية الشفهية وعدة أيام من الصيام. بينما تضمنت المراسم الفعلية صب الماء على مجموعات منفصلة من الرجال والنساء، رغم أنه من الممكن أن رؤوسهم قد غُمست بدلًا عن ذلك، أو دُهنت بالميرون.

### تَنصِير بولندا

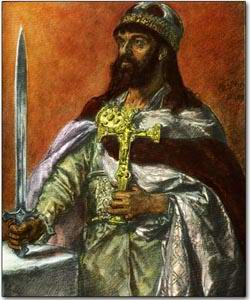
ميشكو الأول هو أول حاكم مسيحي لبولندا.

انتشرت البعثة المعمودية التي بدأت في المدينتين الرئيسيتين غنينزو وبوزنان بتعميد ميشكو وبلاطه على طول البلاد. وخلال القرنين العاشر والحادي عشر أُسست عدة أجهزة إكليركية في بولندا. متضمنةً بناء كنائس وتعيين رجال كهنوت. عين البابا يوحنا الثالث عشر أول أُسقُف لبولندا، جوردان، عام 968. دعم ابن ميشكو يولسلاف الأول شروبري البعثات التنصيرية إلى أراضي الجوار، لا سيما بعثة أدالبرت البراغي الذي اعتُبر قديسًا لاحقًا إلى أولد بروسيانز، وأسس مطرانية غنيزنو عام 1000.
رغم أن الديانة المسيحية كانت في البداية «غريبة وغير شهيرة، كان تعميد ميشكو كان أمرًا مؤثرًا للغاية» فقد احتاج الأمر تطبيقًا رسميًا من قبل الدولة، وواجه بعض المعارضات الشعبية، متضمنةً ثورة ثلاثينيات القرن الثاني (الأكثر انفعالًا على وجه الخصوص كانت السنوات من 1035 حتى 1037). مع ذلك، بحلول ذلك الوقت كسبت بولندا المفاوضات بصفتها دولة أوروبية لائقة، من كلا جانبي البابوية والإمبراطورية الرومانية المقدسة.
من بين كل محافظات بولندا الحالية، كان أبطأ انتشار للمسيحية في بوميرانيا، التي لم تحقق اعتناقًا بارزًا للمسيحية إلا نحو القرن الثاني عشر. في البداية، جاء رجال الكهنوت من الدول المسيحية الأوروبية؛ أما رجال الكهنوت البولنديون الأصل فقد احتاجوا ثلاثة أو أربعة أجيال ليبرزوا إلى الوجود، وكانوا مدعومين من قبل الأديرة والأديرة الكنسية التي تزايد شيوعها في القرن الثاني عشر. وبحلول القرن الثالث عشر أصبحت الكاثوليكية الرومانية الديانة المسيطرة على امتداد بولندا.
كان ميشكو يأمل تحقيق عدة أهداف شخصية من خلال تبني المسيحية كديانة رسمية للدولة. إذ إنه رأى معمودية بولندا طريقةً لتقوية قبضته على الحكم، بالإضافة إلى استخدامها كقوة لتوحيد الشعب البولندي. إذ إنها استبدلت عدة طوائف صغيرة بطائفة واحدة، مركزية، ومرتبطة بوضوح بالبلاط الملكي. وكان من شأنها تحسين موقع دولة بولندا وجدارتها بالاحترام في المنظور العالمي والأوروبي. ساعدت الكنيسة أيضًا على تعزيز سلطة الملك، وأكسبت بولندا الكثير من الخبرة في صدد إدارة الدولة. بالتالي، دعمت منظمة الكنيسة الدولة، وبالمقابل، أُسبغ على الأساقفة ألقابًا حكومية مهمة (في الحقبة الأخيرة، أصبحوا أعضاءً في مجلس شيوخ بولندا).

## احتفالات الألَفيّة عام 1966

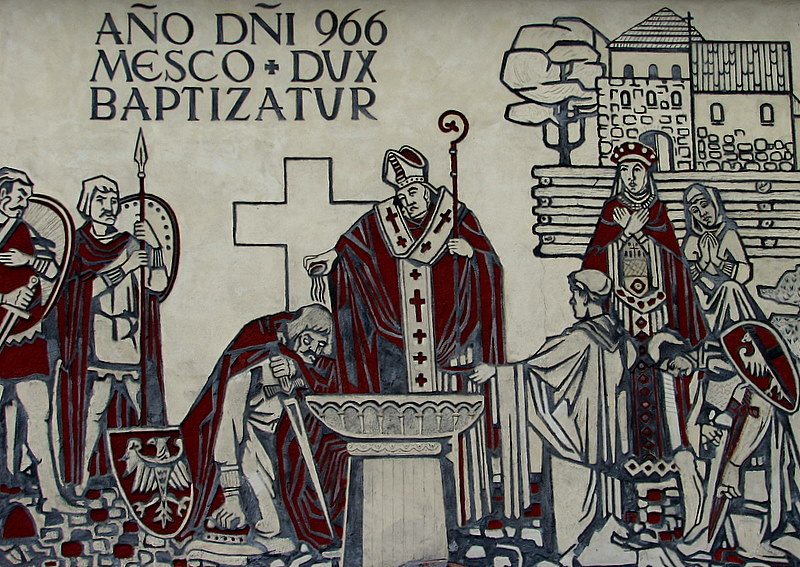
جدارية معاصرة في غنيزنو لتخليد ذكرى تحول بولندا إلى المسيحية.

بدأت التحضيرات لاحتفالات الألفية مع التُساعية العظيمة عام 1957، التي حددت تسعة أيام من الصيام والصلاة. عام 1966، شهدت جمهورية بولندا الشعبية مهرجانات ضخمة احتفالًا بالذكرى السنوية الألف لهذه الأحداث، بينما احتفلت الكنيسة بألف عام من المسيحية في بولندا، كانت الحكومة الشيوعية تحتفل بألف عام للدولة البولندية العلمانية، تُوجت بمنع البابا بولس السادس مرتين من زيارة بولندا في ذلك العام. رغبة الدولة الشيوعية بفصل الدين عن الدولة جعلت المهرجانات صدامًا ثقافيًا بين الدولة والكنيسة. بينما كانت الكنيسة تركز على الجوانب الدينية الكنسية للمعمودية، بشعارات (لاتينية) مثل (Sacrum Poloniae Millenium) (ألفيّة بولندا المقدسة)، كان الحزب الشيوعي يؤطر الاحتفالات بإطار علماني، سياسي، احتفالًا بالذكرى السنوية لتأسيس الدولة البولندية، بشعارات (بالبولندية) مثل (Tysiąclecie Państwa Polskiego) (ألف عام من الدولة البولندية). وكما كتب نورمان ديفيس، كان لكلا الكنيسة والحزب «تنافسًا مشتركًا وحصريًا من الطرفين في تفسير أهمية معمودية بولندا».
في 30 يوليو 1966، اقترح مكتب النقش والطباعة الأميركي 128,475,000 طابعًا تذكاريًا لتشريف الذكرى الألفية لتبني المسيحية في بولندا.
أُقيم موكب احتفالي أمام قصر الثقافة والعلوم في ساحة براغ في 22 يوليو بالتزامن مع اليوم الوطني السنوي لإعادة إحياء احتفالات بولندا (ضُبط ليوافق الذكرى السنوية لتوقيع بيان بّي كيه دبليو إن). حضره فلادسلو غومولكا، أول أمين عام لاحق لحزب العمال البولندي الموحد، بالإضافة إلى أعضاء من الـ بّي يو دبليو بّي ومجلس دولة بولندا. كان مُشرف الموكب مارشال بولندا ماريان سفيشالسكي الذي كان مأمورًا من قائد جيش مقاطعة وارسو اللواء تشيسلاو واريزاك (1919 - 979). شاركت قوات جيش بولندا الشعبي في الموكب، واستعرضت فيه وحدات مثل ممثلين عن الحرس الشرفي للقوات المسلحة البولندية، فرقة القوات المسلحة البولندية (بقيادة العقيد ليجستوك)، بالإضافة إلى طلاب عسكريين من الأكاديميات العسكرية ووحدات المراسم الأخرى مرتدين أزياء عسكرية بولندية تاريخية تعود إلى سلالة بياست. يعتبر هذه الموكب اليوم أضخم موكب عسكري في تاريخ بولندا.